# Bel Paese
Bel Paese is een halfharde Italiaanse fabriekskaas die in Lombardije wordt geproduceerd door het kaas- en vleeswarenconcern Galbani.
De kaas wordt gemaakt van gepasteuriseerde koemelk met een vrij hoog vetgehalte. De kleur van de kaas is goudgeel. De smaak is romig en pittig tegelijk. Het rijpingsproces duurt ± 1-3 maanden. De kaas kan heel goed worden gesmolten en wordt vaak gebruikt om te gratineren, bijvoorbeeld in plaats van mozzarella.
De Bel Paese is in 1906 ontstaan als een alternatief voor Franse kaas die destijds in veel winkels in Milaan verkrijgbaar was.